# Wilgenteen

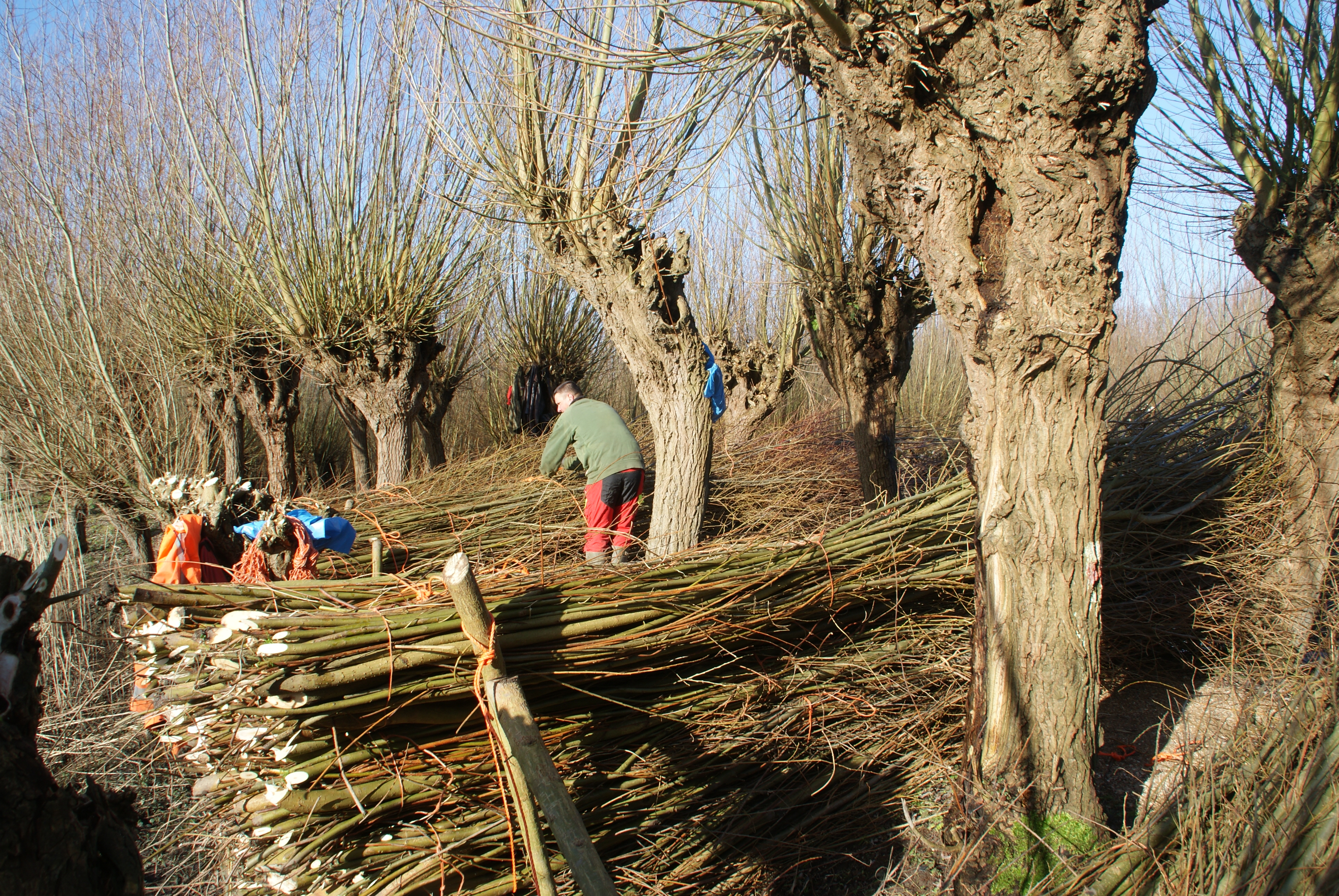
Bundels wilgentenen in de Rhoonse Grienden

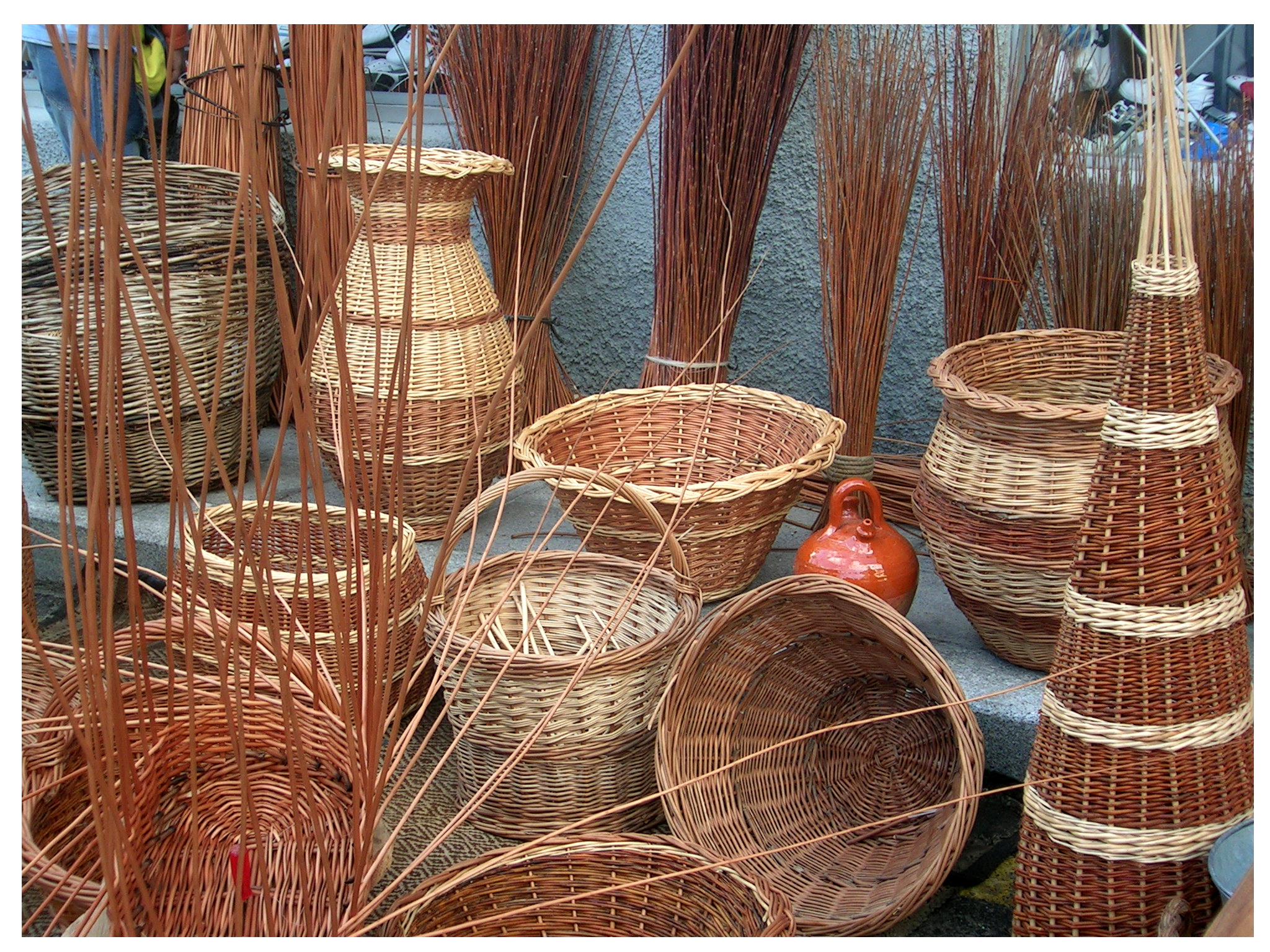
Manden in Valdemoro (Spanje)

Wilgentenen zijn griendhout, de waterloten van wilgen. Ze worden geoogst en  gebruikt voor het vlechten van manden, hoepels, afscheidingen, zinkstukken en dergelijke. Vroeger werden de tenen ook gebruikt bij het maken van vitselstek wanden.
Als een wilg wordt geknot gaan er op het snijvlak waterloten (lange, rechte scheuten) groeien. Deze zijn vanwege hun lengte en soepelheid uitermate geschikt voor het maken van vlechtwerk. Als wilgen regelmatig geknot worden, wordt de groeivorm van de boom een knotwilg.

## Groei
Wilgentenen kunnen eenvoudig in de grond gestoken worden en als de condities goed zijn, lopen zij uit en groeien uit tot volwassen bomen. Wilgen zijn gevoelig voor de duur van de periode dat de planten in het water staan. Is de periode te kort dan treedt verdroging op en sterven de planten. Is de periode te lang dan verdrinken de planten. Katwilg bijvoorbeeld, lijkt optimaal te gedijen wanneer de planten gedurende 200-230 dagen per jaar worden overstroomd (zonder geheel onder  water te raken). Tijdens de overstroming daalt het zuurstofgehalte in de bodem snel doordat water de lucht verdringt uit de bodem en door het zuurstofverbruik van micro-organismen. Als de overstroming te lang duurt sterven  de boomwortels af als gevolg van zuurstoftekort. Om zich  aan te passen aan overstroming vormen de wilgen aan de stam net onder het wateroppervlak zogenaamde adventief- wortels. Als dikke bossen hangen deze wortels om de stammen en nemen zuurstof en voedingsstoffen op uit het rivierwater. Als de wilgen echter geheel onder water staan worden geen adventiefwortels gevormd. Wilgen kunnen circa acht weken volledige overstroming overleven door in rust te gaan,  een groot aantal bladeren te laten vallen  en na de overstroming pas weer verder te groeien.

## Waterbouw
Voor het maken van zinkstukken en andere rijshoutconstructies in de waterbouwkunde worden vooral wilgentenen gebruikt. In de jaren voor 1960 werden naast wilgentenen ook rijshout van andere boomsoorten gebruikt.
Doordat de tenen in de meeste rijshoutconstructies altijd onder water blijven, zal de wilg niet gaan groeien. Door het lage zuurstofgehalte treedt ook geen rotting op en kunnen deze constructies vele tientallen jaren meegaan. Voor kraagstukken (= zinkstuk rond de waterlijn) geldt dat niet, rond de waterlijn zullen de tenen afsterven of juist gaan groeien. Als ze afsterven zal een rottingsproces optreden en zal het kraagstuk vergaan; als ze gaan groeien kan dit een versterking betekenen, mits daar rekening mee is gehouden. Soms worden tenen bewust geplaatst net rond de waterlijn om zo een ooibos te creëren dat de golven kan remmen.